# ليله قتل الشعراء

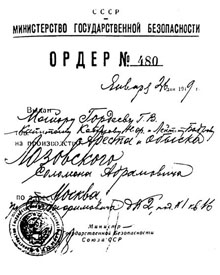

ليلة قتل الشعراء (بـالإنجليزية: Night Of The Murdered Poets) هي عباره عن اعدام لثلاثه عشر يهودي سوفيتي في سجن لوبيانكا في موسكو-الاتحاد السوفيتي في 12 أغسطس 1952 . جرت الاعتقالات للمره الأولى في سبتمبر 1948 ويونيو 1949 وقد اتهم جميع المتهمين بالتجسس والخيانة اضافه إلى العديد من الجرائم الأخرى، وبعد القاء القبض عليهم تعرض اليهود السوفيتيين للتعذيب والضرب ونفوا لمده ثلاث سنوات قبل اتهامهم بشكل رسمي. من بين هؤلاء المتهمين كان هناك خمسة كتاب ايديشيه والذين كانوا جزءا من معاداة الفاشية.

## لجنة مكافحة الفاشية اليهودية
بدايه لجنه مكافحه الفاشية اليهوديه، كانت عن طريق التهديد بالهجوم على روسيا السوفيتيه من قبل األمانيا النازية ، هذه اللجنة عباره عن لجنة تواصل مع اليهود في جميع انحاء العالم لدعم المجهود الحربي السوفيتي ضد ألمانيا النازية. وقد كان «سليمان ميخائيل» يرأس هذه اللجنة وكان ممثلا للايديشيه، اضافه إلى أعضاء اخرين باللجنة من الشخصيات البارزه في الايدشيه الادبيه والجهات الفاعله والاطباء الذين ارادوا مساعده تأثير الدعم اليهودي للاتحاد السوفيتي من خلال كتاباتهم وايضا باستخدام البث الاذاعي من روسيا إلى بلدات مختلفه. لذلك في عام 1943 سافر سليمان ميخائيل ونائب رئيس لجنة مكافحه الفاشيه «ايتسيك فيفر» إلى الولايات المتحده وبريطانيا للمساعده في جمع المال.
كما حصلت ألمانيا النازية معقلها في روسيا السوفيتيه حيث تم تدمير الثقافة والهوية اليهوديه في المحرقه وكان لهذا تاثيراً كبيراً على روسيا مما ادى إلى تغيير الهدف الاساسي للجنة ورأت اللجنة انه كان واجبا عليها تغيير الاولويات التي اعتمدت عليها في البداية والتركيز على اعاده صقل المجتمعات اليهوديه، المزارع، الثقافة والهوية اليهوديه. لكن لم يتفق جميع الاعضاء على هذا القرار واعتقد الكثيرون ان اللجنة تتدخل في امور لا يجب اصلا التدخل فيها.
مع بدايه الحرب البارده، تحالفت الدولة التي انشأت مؤخرا في إسرائيل مع الغرب ونتيجة لمعاداة السامية من قبل الاتحاد السوفيتي وصعود الدولة الصهيونيه تفاقمت الكراهية بشكل رسمي لاي غرض خارجي من النشاط اليهودي مما ادى إلى معاقبه الاضطهاد الرسمي وفي نهاية الامر تم القضاء على لجنة مكافحة الفاشية اليهودية عام 1948 واطلاق حملة ضد الصهاينة باسم «عالميين بلا جذور» كناية لهم.

## التحقيق والاتهام
اما اثناء التحقيق فلقد قدمت التهم ضد المتهمين والتي شملت مكافحه الجرائم الثوريه وتنظيم أعمال هادفه إلى اسقاط، تقويض واضعاف الاتحاد السوفيتي، بالاضافه لذلك، كشف الاتهام ادله على ان المتهمين استخدموا اللجنة كوسيلة للتجسس وتعزيز المشاعر المعاديه للحكومة، واكدت لائحة الاتهام ان المتهمين كانوا اعداء للحكومة قبل مشاركتهم بلجنة مكافحة الفاشية وان اللجنة كانت بمثابة شبكه دوليه من اجل التواصل مع وجهات النظر المعاديه للسوفيت. كما ان المبالغة في التركيز على تبادل المعلومات بين قادة اللجنة واليهود في البلدان الأخرى وخاصة الصحفيين الامريكيين تضاف إلى تهمة التجسس، ودليل اخر يدعم لائحة الاتهام هو بريد الكتروني كتبه قائد اللجنة كطلب رسمي لشبه جزيرة القرم لتصبح وطن قومي جديد لليهود.
جميع المتهمين تحملوا الاستجوابات المتواصلة بالتحقيق المصحوبة بالضرب والتعذيب عدا إسحاق فيفر، لكن في نهاية المطاف هذه التكتيكات ادت إلى اعترافات كاذبة خاطئة ومجبرة. أحد المتهمين «جوزيف يوزيفوتش» وبعد ان تعرض للضرب قال اثناء المحاكمة في المحكمة انه كان على استعداد ان يعترف بانه ابن شقيق البابا وانه عمل حسب طاعته واوامره الشخصية المباشرة. متهم اخر «بوريس شيميلوبيتش» تلقى أكثر من الفي ضربه على اردافه وكعبه لكنه كان العضو المتهم الوحيد من بين الجميع الذي رفض الاعتراف بأية جريمة.
وفي السنوات القريبه لفترة المحاكمة القي أيضا القبض على متهمين ربطتهم علاقه مباشره وغير مباشره باللجنة.
بالرغم من ان سليمان لم يعتقل الا ان امر وفاته كان من قبل «ستالين» – القائد الثاني للاتحاد السوفيتي ورئيس الوزراء- عام 1948 . «دير نيستير» كاتب اخر للايديشيه اعتقل عام 1949 وتوفي في معسكر عمل عام 1950 , الناقد الادبي «اسحاق نوسينوف» توفي في السجن، والصحفيين «شموئيل بيرسوف» و«ميريام زهيليوف» قتلو أيضا وكل هذا حدث في عام 1950 .

## المتهمين
- بيريتز ماركش (1895–1952)
- دايفد هوفستين (1889–1952)
- إسحاق فيفر (1900–1952)
- ليب كيفتكو (1890–1952)
- دايفد بيرغلسون (1884–1952)
- سليمان لوزوفسكي (1878–1952
- بوريس شيملوفيتش (1892–1952)
- بنيامين زوسكين (1899–1952)
- جوزيف يوزيفوفيتش (1890–1952)
- ليون تالمي (1893–1952)
- ايليا فانبيرغ (1887–1952)
- تشايكا فانبيرغ (1901–1952)
- ايميليا تيومين (1905–1952)
- سليمان بريغمان (1895–1953)
- لينا ستيرن (1878–1968) وكانت الناجية الوحيدة بين من اعدموا.

## المحاكمة
بدأت المحاكمة يوم 8 مايو 1952 واستمرت حتى صدور الحكم في 18 يوليو. تركيبة المحاكمة كانت غريبة ويرجع ذلك إلى حقيقة انه لم يتواجد مدعي أو نائب عام أو حتى محام للدفاع انما ببساطه ثلاثة قضاه عسكريين فقط، وهذا كان وفقا للقانون السوفيتي في ذلك الوقت، لكنه يتميز حسب قول المؤرخين اليوم بانه لا شيء اقل من الإرهاب الذي يتنكر كالقانون. في المحاكمة البعض من المتهمين اعترف بذنبه، البعض الآخر قر بالذنب بشكل جزئي بينما حافظ القسم الآخر على براءته. ففي الحين الذي لم تكن فيه المحاكمة علنية ادلى المتهمون بيانات وتصريحات لتحقيق البرائه وكانت لديهم فرصه لاستجواب بعضهم البعض تعزيزا لحدة جو المحاكمة. اما خلال المحاكمة، فأجاب المتهمون على قسم من اسئلة القضاة والتي لم يكن لها أية صله بالمحكمة واسفرت عن مجرد فضول شخصي من قبل القضاة، على سبيل المثال، كانت بعض الاسئلة تدور حول لحم الكشروت. مع البيانات والحجج والتناقضات بين المدعى عليهم استمرت المحاكمة وقتا اطولا مما طلبته الحكومة وفي 26 يونيو دعي خبراء للادلال بشهادتهم حول قضايا الخيانة لكنهم في النهاية اعترفوا ان حكمهم لم يكن كافيا ولم يكن مكتملا وحينها اتضح ان بعض الادلة كان مبالغا فيها بشكل كبير،" مثال لذلك، بيان صادر عن (ليون تالمي) "بإن قريه روسيه "ليست بأجمل" من قريه كوريه" استخدم كانه دليل على النزعات القومية.
«الكسندر تشيبتسوف» القاضي الرئيسي للمحاكمة واجه عددا كبيرا من الانتقادات، فلقد قدمت محاولات مرتين لمناشدة القيادة السوفيتية لاعادة فتح التحقيق بالقضية لكنه رفض في كل مره، وحتى بعد الحكم على المتهمين حاول تشيبتسوف ان يطيل العملية من خلال رفض توقيف المتهمين بشكل فوري.

## الحكم
أعلن الحكم ان المتهمين سوف يتلقون اشد قدرا من العقاب عن الجرائم التي ارتكبوها كالإعدام رميا بالرصاص مع مصادرة جميع ممتلكاتهم، وقد جردهم الحكم أيضا من الميداليات والعرائض التي قدمت لهم لازالة الوسام والثناء العسكري كوسام لينين ووسام الراية الحمراء من العمل. وفي 12 أغسطس 1952 ثلاثة عشر من المدعى عليهم (باستثناء لينا ستيرن وسليمان بيرغمان) قد اعدموا. وبعد اعدام المدعى عليهم ظلت المحاكمة ونتائجها في طي الكتمان ولم يكن هناك إشارة واحدة إلى المحاكمة أو إلى عملية الإعدام في الصحف السوفيتية واتهمت عائلات المدعى عليهم بخيانة ارض ووطن الام لذلك نفيوا في شهر كانون الأول عام 1952 ولم يعلموا شيئا عن مصير افراد اسرهم حتى نوفمبر 1955 عندما تم إعادة فتح القضية.
المتهمه «لينا ستيرن» حكمت لمدة ثلاث سنوات ونصف في معسكر العمل الاصلاحي ونفيت لمدة خمس سنوات، ولكن بعد وفاة ستالين استطاعت العودة إلى منزلها ومواصلة دراستها. وأثناء المحاكمة اعترفت لينا انها لا تقل ذنبا عن المتهمين الاخرين لكن ذنبها كان مهما للدولة بسبب البحث الذي قامت به، لذلك حصلت على حكم اقل من الاخرين. اما عن سليمان بيرغمان فانهار أثناء فترة سجنه، تم وضعه في عيادة السجن وظل فاقدا للوعي حتى وفاته يوم 23 يناير 1953 .

## ردود الفعل والنتائج
تابع ستالين اضطهاده ضد اليهود بمساعدة مؤامرة من الاطباء والتي بدأت تكسب الدعاية فقط أثناء تدهور حالته الصحية. وبعد اسابيع من موت ستالين، في 5 مارس 1953 , استنكرت القيادة السوفيتية الجديدة مؤامرة الاطباء التي نتجت عنها قضايا حول موقف مماثل مع المدعى عليهم في لجنة مكافحة الفاشية اليهودية. وعند الاكتشاف ان الكثير من شهادات المحاكمة كانت نتيجة للتعذيب والإكراه تم إعادة فحص الاجراءات، وفي 22 نوفمبر 1955 عزمت الكوليجيه العسكريه للمحكمة العليا في الاتحاد السوفيتي انه لا يوجد أي مادة للاتهام ضد المدعى عليهم وانه يجب اغلاق ملف القضية.
هاجر العديد من أعضاء اللجنة الباقيين على قيد الحياة إلى إسرائيل عام 1970 وقد خصص نصب تذكاري لضحايا اللجنة في القدس عام 1977 في الذكرى الخامسه والعشرين لليلة قتل الشعراء. بالإضافة، اقام نشطاء حركة يهود الاتحاد السوفيتي احتفالا للذكرى السنوية لجريمة القتل عام 1960 حتى عام 1980 كمثالا للفعل المعادي لليهود من جانب السوفيت.